# The Force
The Force fue una banda paraguaya de thrash metal formada en 2007 por Mike Martínez y Sebass Román luego de la separación de Overlord, tiene influencias NWOBHM y también influencias de bandas thrash como Exodus, Metallica, Overkill entre otras. 
Notificaron su disolución en finales del año 2024 

## Historia
The Force se formó en marzo del 2007, con Mike Martinez (guitarra y voz) y Sebass Román (bajo) luego de la separación de Overlord. Con el ingreso del guitarrista Carlos Carvallo y el baterista César Ferreira, la banda comenzó a tocar en vivo y a prepara el primer demo en estudio. En diciembre del 2007 es lanzado el demo “Old School Metal Onslaught” con 4 temas. Gracias al buen recibimiento de este demo por parte de la escena del metal, la banda consigue un contrato por 3 álbumes con el sello de Brasil “Kill Again Records”. El primer álbum de estudio es lanzado a finales del 2008 y es llamado “Possessed By Metal”, éste contiene 9 temas y fue muy bien recibido por la escena thrash, incluso fue elegido mejor álbum del 2008 por la radio de Estados Unidos “Thrash Unlimited”.

## Possessed By Metal
Es el álbum debut de The Force con 9 temas. Luego de estos se dieron los primeros cambios en la formación, con la entrada de Juan Barrios en el bajo y Luis Almada en la batería. Así la banda da sus primeros shows en Argentina, Bolivia y Brasil, y comparten escenario con bandas como Bywar, Violator y Tim Owens.

## Nations Under Attack
En marzo del 2011 es lanzado el segundo disco de estudio llamado Nations Under Attack con nuevos integrantes: Bruno Romero en batería y Eduardo Valenzuela en guitarra y tuvo gran éxito en la escena del thrash mundial. En la presentación del disco dieron shows en Bolivia y Brasil. En noviembre de 2011 The Force, junto a otras bandas nacionales como Kuazar y Patriarca fue telonera del show de Megadeth en Asunción.

## Stormwarning
Tercer disco de estudio con 9 temas, realizado en 2013 con el sello de Kill Again Records. El primer DVD oficial del grupo salió a la venta el mismo año.

## Miembros
Presente
- Mike Martínez - Guitarra rítmica/Voz (2007 - presente)
- Juan Barrios - Bajo/Coros (2008 - presente)
- Bruno Romero - Batería (2011 - presente)
- Eduardo Valenzuela - Guitarra principal (2010 - presente)

Pasado
- Sebass Román - Bajo (2007 - 2008)
- Carlos Carvallo - Guitarra (2007 - 2011)
- César Ferreira - Batería (2007 - 2008)
- Luis Almada - Batería (2008 - 2011)

## Discografía
- Possessed By Metal - 2008
- Nations Under Attack - 2011
- Stormwarning - 2013

## Demos
- Old School Metal Onslaught (Demo) - 2007
- Live Assault (Live demo) - 2009

- Datos: Q2411442